# 纽约香港龙舟节
40°44′06″N 73°50′24″W / 40.735°N 73.840°W

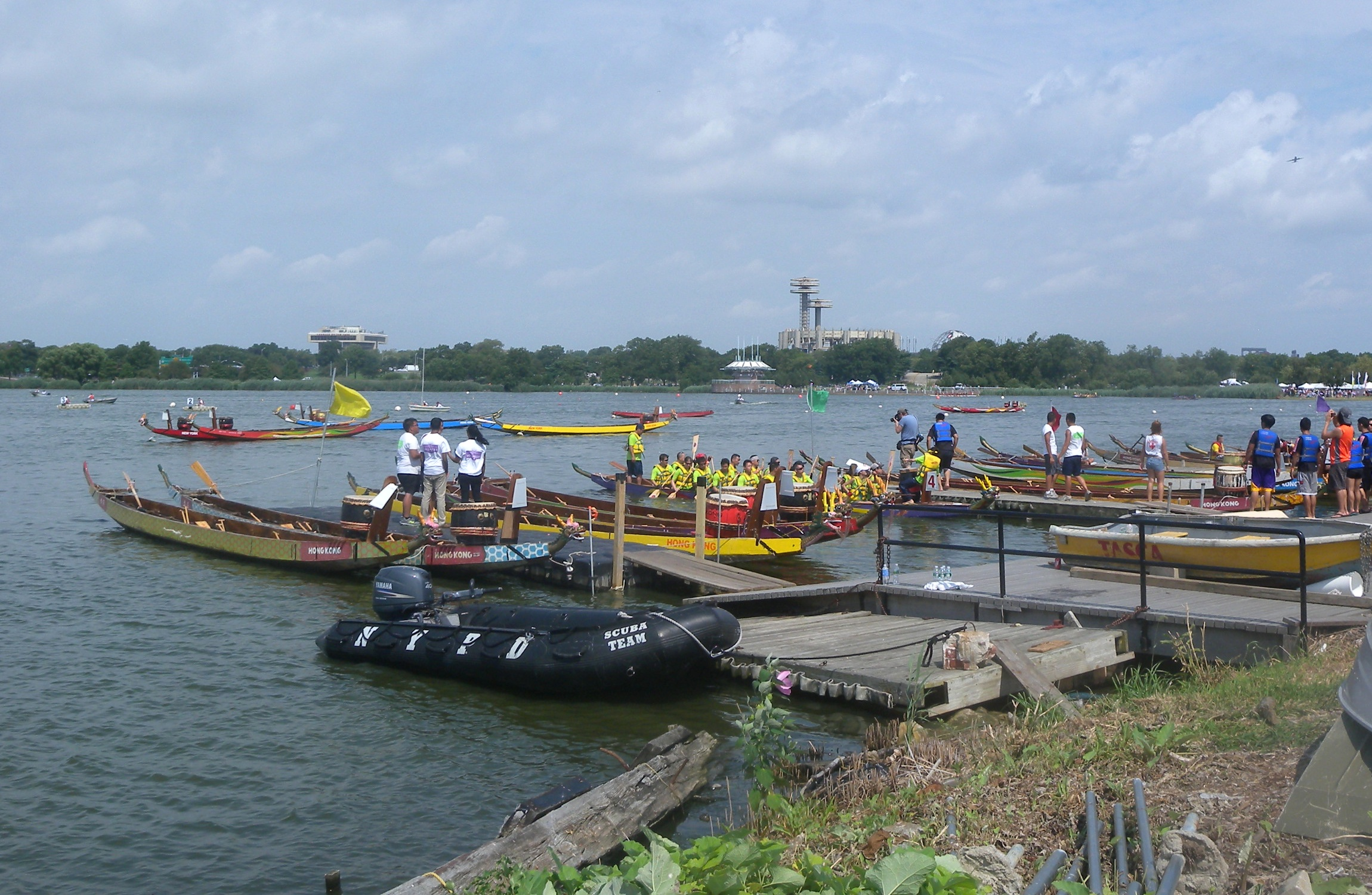
准备出发

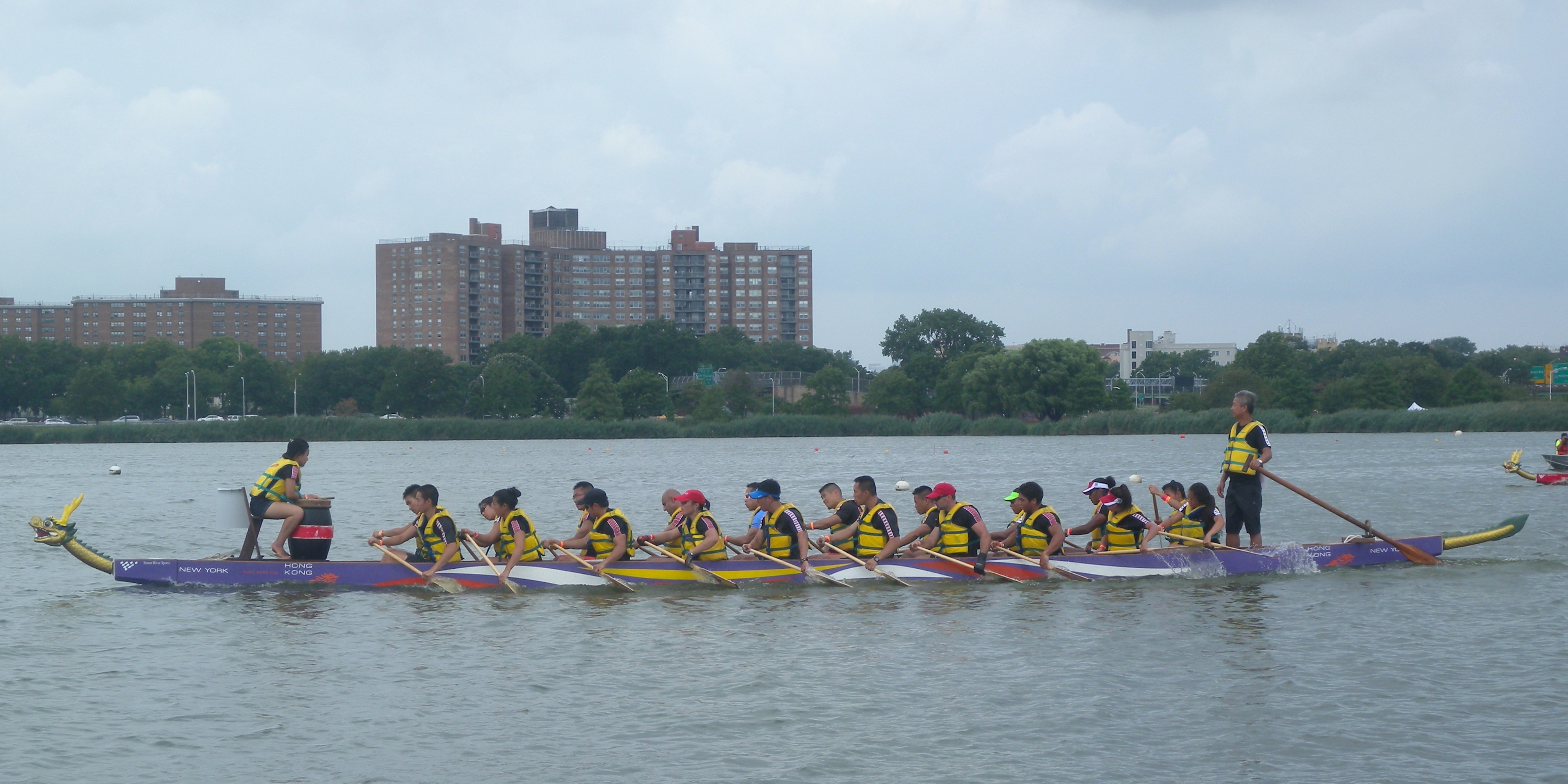
划向起点

纽约香港龙舟节是一项年度体育活动及多元文化活动，于每年8月在纽约皇后区法拉盛草原可乐娜公园的草原湖上举行，来庆祝阴历的端午节。该节至今已举办了35年，除了为观众提供中国传统美食和表演外，还接待了来自北美各地超过180支龙舟队，使其成为美国最大的龙舟节之一。根据不同的竞赛组别，获胜团队可赢得现金奖励或机票。
1986年，香港旅游发展局向包括纽约在内的多个城市捐赠了传统的柚木船。1990年，驻本地的香港经济贸易办事处 (海外)在纽约炮台公园城的哈德逊河上举办了首届香港龙舟节。几位最初的组织者仍在参与该活动，其中包括现任龙舟节主席万亨利（Henry Wan）。
该节现在由一个独立的非营利公司，根据纽约州的法律来组织，通过各种公司的赞助获得资金。香港经济贸易办事处继续为该节提供大力支持。
除了公司结构的变化之外，该节的龙舟队也从最初的4艘柚木船增加到30多艘。许多船是玻璃纤维制成的。所有船都是被国际龙舟联合会认证的，可以参加国际龙舟赛。